# Триптих Альярді (Баскеніс)
Триптих Альярді (Баскеніс) (англ. Agliardi Triptych) — умовна назва ансамблю з трьох картин, де художник Еварісто Баскеніс подав три натюрмоти, в центрі тільки натюрморт з музичними інструментами, а два бічні — натюрморти з портретами братів Альярді.

## Опис твору

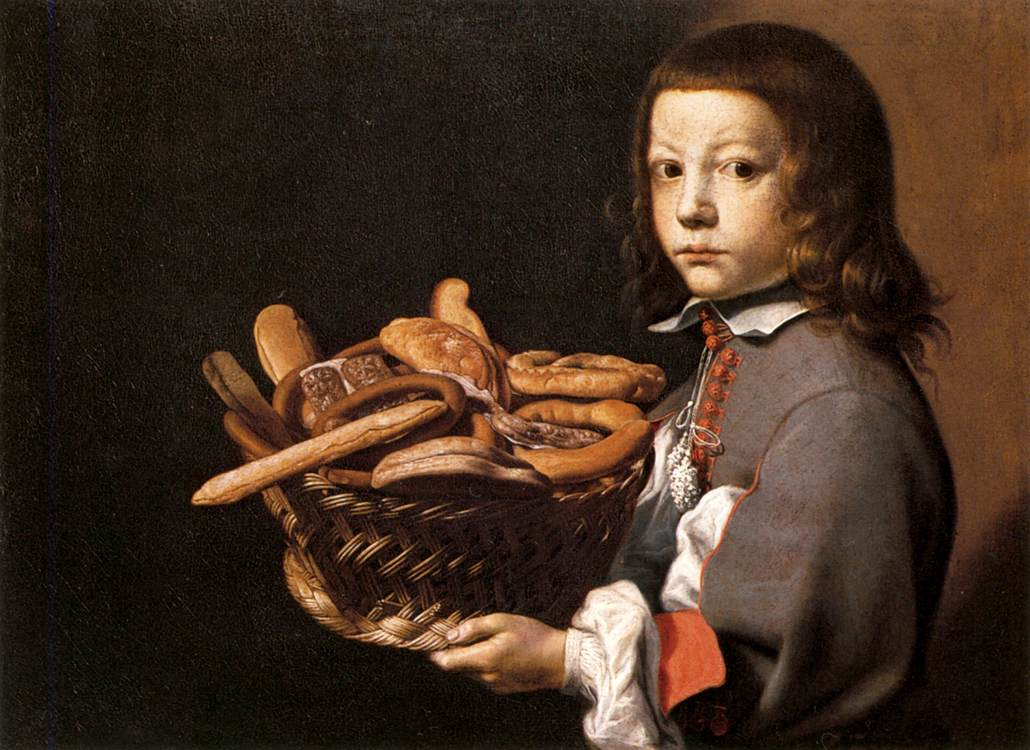
«Хлопчик з кошиком хліба», до 1665 р., приватна збірка.

Як художник Еварісто Баскеніс, працював переважно в жанрі натюрморт. Але це специфічні натюрморти — з музичними інструментами і  часто без зображень людських постатей. В добу бароко зображення музичних інструментів часто сприймалося як алегорія марноти марнот, як алегорія скороминущості молодості та людського життя, скороминущості насолод. Натюрморти Еварісто Баскеніса, навпаки, найменше сприймаються як алегорії скоромищості молодості та людського життя. І в натюрмортах його роботи нема зображень запаленої чи гаснучої свічки, відверто гнилих фруктів чи людського черепа, цих атрибутів натюрмортів серії марнота марнот.  
За підрахунками, майстер створив близько 600 натюрмортів подібної тематики. 
Триптих Альярді стоїть осторонь у творчості Баскеніса. Художник іноді створював картини на межі жанрів, портрет і натюрморт, побутова сценка тощо. Серед них — «Хлопчик з кошиком хліба».
При створені триптиха Альярді він створив як чистий натюрморт без зображень людської фгури (центральна стулка), так і парадні портрети братів Альярді у інтер'єрі з додачею натюрмортів. Найбільш повно риси парадного портрета притаманні правій стулці триптиха, де подано братів Алессандро і Боніфачо у оточенні книг і музичних інструментів. Багаті брати Альярді кохалися в музиці, в літературі та в історії юриспруденції.

## Галерея
|                                                                          |                                                                              |                                                                        |
| « Сам Еварісто Баскеніс з Оттавіо Альярді», триптих Альярді, ліва стулка | « Натюрморт з музичними інструментами » , триптих Альярді, центральна стулка | « Брати Альярді Алессандро і Боніфачо », триптих Альярді, права стулка |